# Taunton, Massachusetts

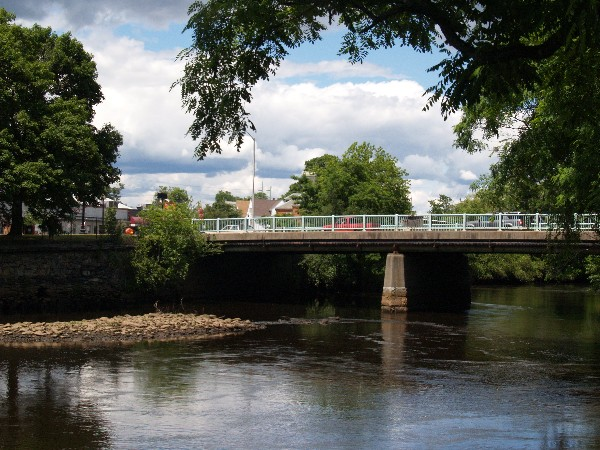
Weir Bridge, Taunton

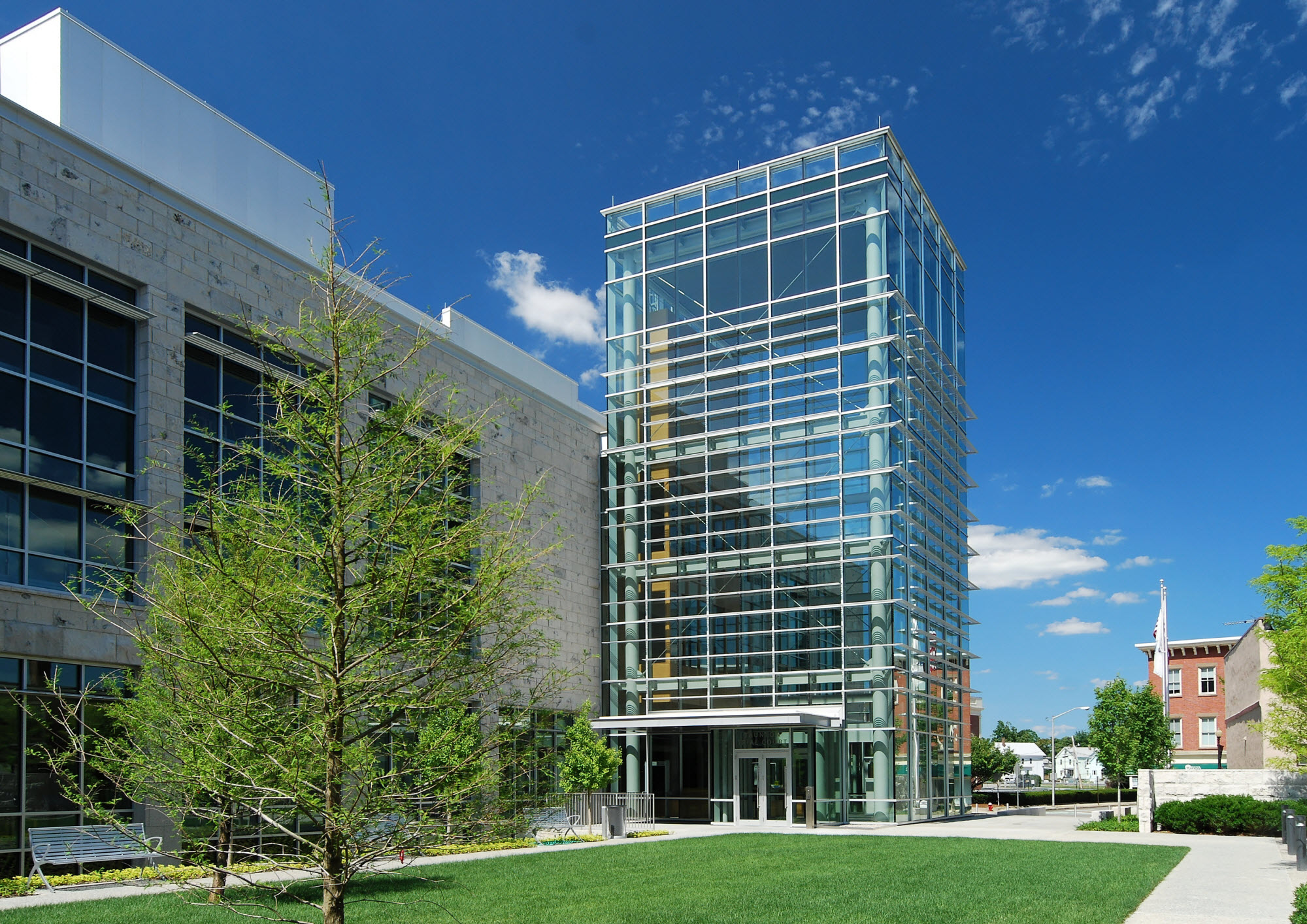
Toà án Taunton, hoàn thành năm 2011

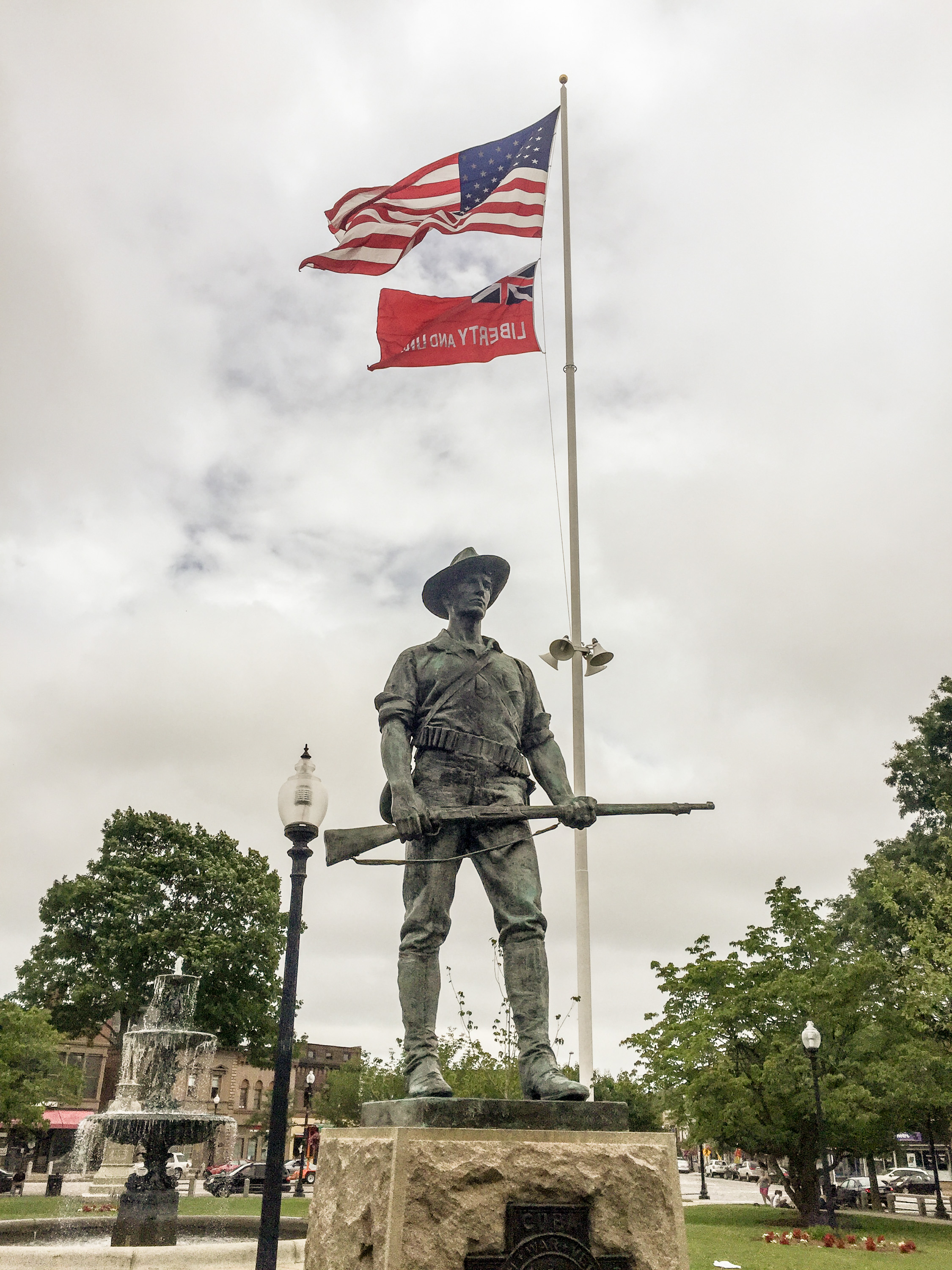
Tượng "Hiker" ở Taunton Green

Taunton là một thành phố ở quận Bristol, Massachusetts, Hoa Kỳ. Đây là thủ phủ quận Bristol. Sông Taunton chảy ngang thành phố trên đường đổ ra vịnh Mount Hope, cách thành phố 10 dặm (16 km) về phía nam. Theo thống kê 2010, thành phố có dân số 55.874 người.
Do người dân thuộc địa Plymouth lập ra năm 1637, Taunton là một trong những thành phố cổ bậc nhất Hoa Kỳ. Thổ dân Hoa Kỳ gọi vùng này bằng những cái tên như Cohannet, Tetiquet, Titicut trước khi người châu Âu đến. Taunton còn mang danh là "Silver City" (thành phố bạc), do nó từng là trung tâm của nền công nghiệp bạc hồi thế kỷ XIX khi mấy công ty chế tác bạc như Reed & Barton, F. B. Rogers, Poole Silver đặt trụ sở nơi đây.